# Schistochila subhyalina
Schistochila subhyalina là một loài rêu trong họ Schistochilaceae. Loài này được R.M. Schust. mô tả khoa học đầu tiên năm 1975.